# Han Heijmans
Henri Frederik (Han) Heijmans, (Steenbergen, 18 februari 1927 – Hengelo, 15 februari 2008) was een Nederlands bestuurder, journalist en politicus voor de Volkspartij voor Vrijheid en Democratie (VVD).

## Leven en werk
Heijmans werd in 1927 in Steenbergen geboren als een zoon van een notaris en een onderwijzeres. Na het behalen van het gymnasium diploma aan het Rooms Katholieke middelbare school te Breda studeerde hij Nederlandse taal- en letterkunde aan de Universiteit Leiden, die hij niet voltooide. Hij begon zijn carrière als journalist. Van 1955 tot 1961 was Heijmans hoofd van bureau voorlichting van de gemeente Almelo. Daarna was hij werkzaam als chef sociaal economische redactie en parlementaire redactie bij het Algemeen Dagblad. Van 1961 tot 1973 werkte hij als sociaal-politiek redacteur bij dezelfde krant. Van 1 januari 1973 tot 1 april 1988 functioneerde Heijmans als voorzitter Raad van Arbeid te Hengelo en van 22 juni 1982 tot 8 juni 1999 was hij lid Eerste Kamer der Staten-Generaal.
Heijmans trouwde op 16 oktober 1952 te Raamsdonk met Cornelia van Beek en samen hadden ze drie kinderen. Op 28 maart 1988 werd hij benoemd tot Officier in de Orde van Oranje-Nassau en 29 april 1994 werd Heijmans geridderd als Ridder in de Orde van de Nederlandse Leeuw. Heijmans overleed in 2008 te Hengelo.